# 台30線

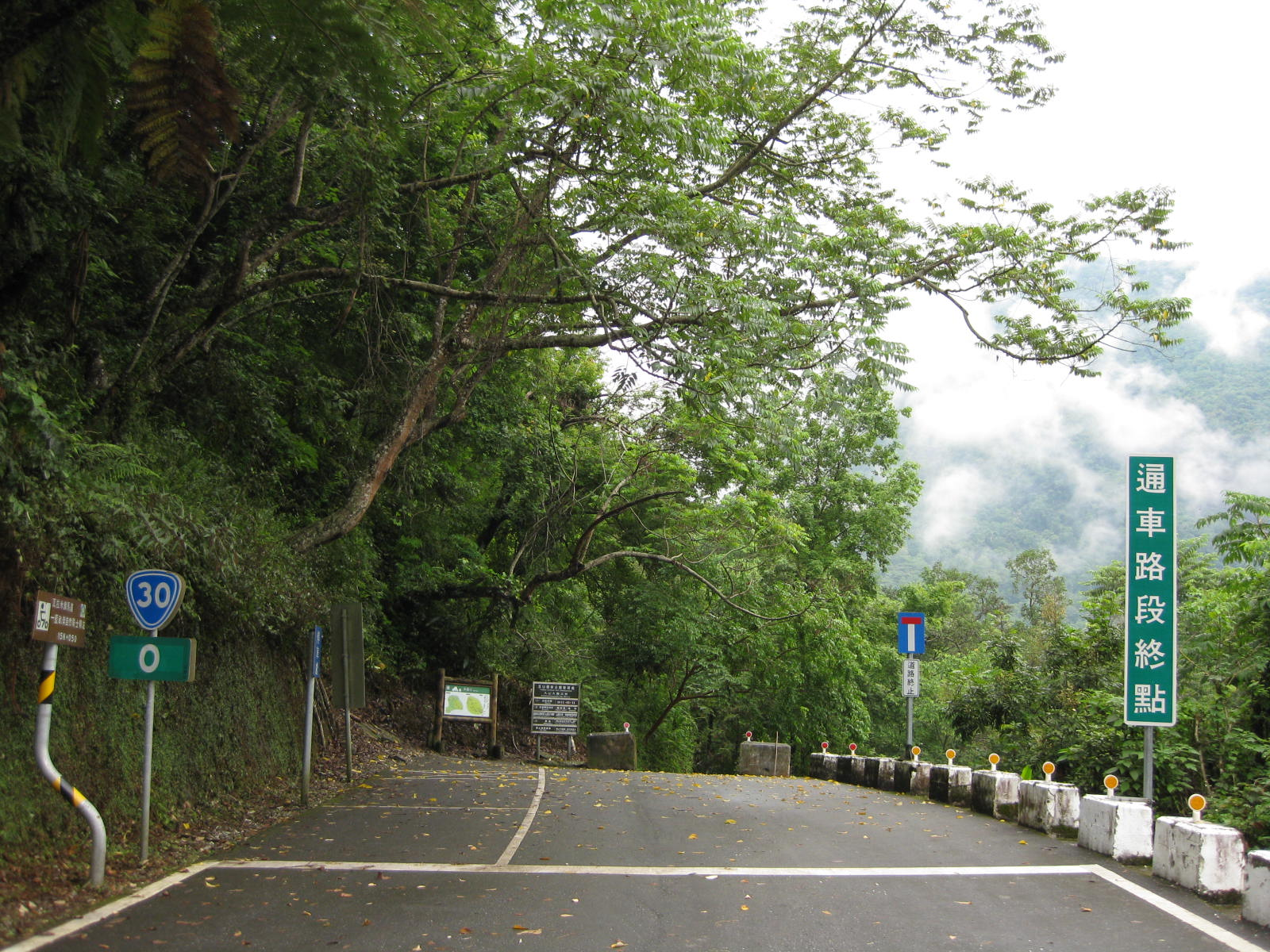
台30線起点。向こう側は瓦拉米歩道口。瓦拉米のハイキング歩道は、日本統治時代に開かれた八通関越嶺道に沿っている。

台30線（たいさんじゅうせん）は、花蓮県卓渓郷瓦拉米歩道口から台東県長浜郷寧埔に至る台湾省道であり、安通から寧埔を経て安通越山までの区間を「玉長公路（ぎょくちょうこうろ）」と称していた。かつては台18線の一部であったが、2006年10月16日に未開通区間の省道指定が廃止された。2007年1月9日に既開通区間の東側区間が台30線として分割された。

## 概要
- 全長：35.433Km
- 起点：花蓮県卓渓郷瓦拉米歩道口（山風付近）
- 終点：台東県長浜郷寧埔（台11線の交差地点）
- 経由地：

## 歴史
| 年 | 月日 | 事跡 |
| -- | ---- | ---- |

## 通過する自治体
- 花蓮県
  - 卓渓郷 - 玉里鎮 - 富里郷

- 台東県
  - 長浜郷

## 接続する道路
- 高速道路
  - 国道5号（計画中）